# Пуков
Пу́ков (укр. Пуків) — село в Рогатинской городской общине Ивано-Франковского района Ивано-Франковской области Украины.
Население по переписи 2001 года составляло 1052 человека. Занимает площадь 24,214 км². Почтовый индекс — 77041. Телефонный код — 03435.